# Esther Newton
Esther Newton (geboren 1940 in New York) ist eine US-amerikanische Anthropologin, die vor allem für ihre Ethnographie homosexueller Communities in den USA bekannt wurde. Ihre Veröffentlichungen zu Dragqueens und zu homosexuellen Communities gelten als Pionierwerke, die wesentlich zur Anerkennung von queerer Anthropologie beitrugen.

## Leben und Werk
Esther Newton studierte an der University of Michigan Geschichte und schloss dieses Bachelorstudium 1962 mit Auszeichnung ab. Im Anschluss widmete sie sich an der University of Chicago der Anthropologie, wo sie ihren Master und ihren Doktortitel erhielt. 1971 wurde Esther Newton eine der ersten Lehrkräfte am neu gegründeten Purchase College. Sie lehrte bis zu ihrer Emeritierung an diesem College und war unter anderem für die Einführung des Studiengangs Anthropologie dort mitverantwortlich, ebenso wie für die Programme Studien zu Homosexualität und zu Frauenstudien. Diese Programme wurden später in den Studiengang Gender Studies überführt.
Vor dem ersten Erscheinen von Esther Newtons Mother camp: Female impersonators in America 1972 wurde Homosexualität in den Wissenschaften meist als abweichendes Verhalten vor allem in den Bereichen Psychiatrie, Geschichte und Soziologie beschrieben. Es gab nur vereinzelte Veröffentlichungen zum Thema Homosexualität in der Anthropologie, die zunächst die Verbreitung von lesbischen und schwulen Lebensweisen in unterschiedlichen kulturellen Kontexten aufzeigten. Esther Newton schuf mit ihren Veröffentlichungen zu Dragqueens die Grundlage eines Verständnisses homosexueller Lebensweisen als kulturell kohärent und bereichernd.
Esther Newton lehrte auch an der University of Michigan Amerikanische Kultur und Frauenstudien.
Esther Newton war wissenschaftliche Beraterin bei der Entstehung des Dokumentarfilms Paris Is Burning und ebenso bei der Dokumentarserie A Question of Equality. Sie ist darüber hinaus Mitglied der Advisory Group für das Stonewall History Project.
2022 erschien der Film Esther Newton Made Me Gay, ein Dokumentarfilm über das Leben und Wirken von Esther Newton. Der Film wurde unter anderem beim Queerfilmfestival 2023 aufgeführt.

## Veröffentlichungen (Auswahl)
- The drag queens; a study in urban anthropology. PhD dissertation, University of Chicago, Dept. of Anthropology, Chicago 1968.
- Mother camp: Female impersonators in America. Prentice-Hall 1972.
- Cherry Grove, Fire Island: Sixty years in America’s first gay and lesbian town. Beacon Press, Boston 1992.
- Margaret Mead made me gay: personal essays, public ideas. Duke University Press, Durham 2000.
- My Butch Career: A Memoir. Duke University Press, Durham 2018.

## Auszeichnungen
- 1994 Ruth-Benedict-Preis für Cherry Grove, Fire Island: Sixty years in America’s first gay and lesbian town
- 1998–2000 Doris and Carl Kempner Distinguished Professor, 1998–2000
- 2000 Ruth-Benedict-Preis für Margaret Mead Made Me Gay: Personal Essays, Public Ideas
- 2018 Distinguished Achievement Award der Association for Queer Anthropology